# Niederländische Baseballnationalmannschaft

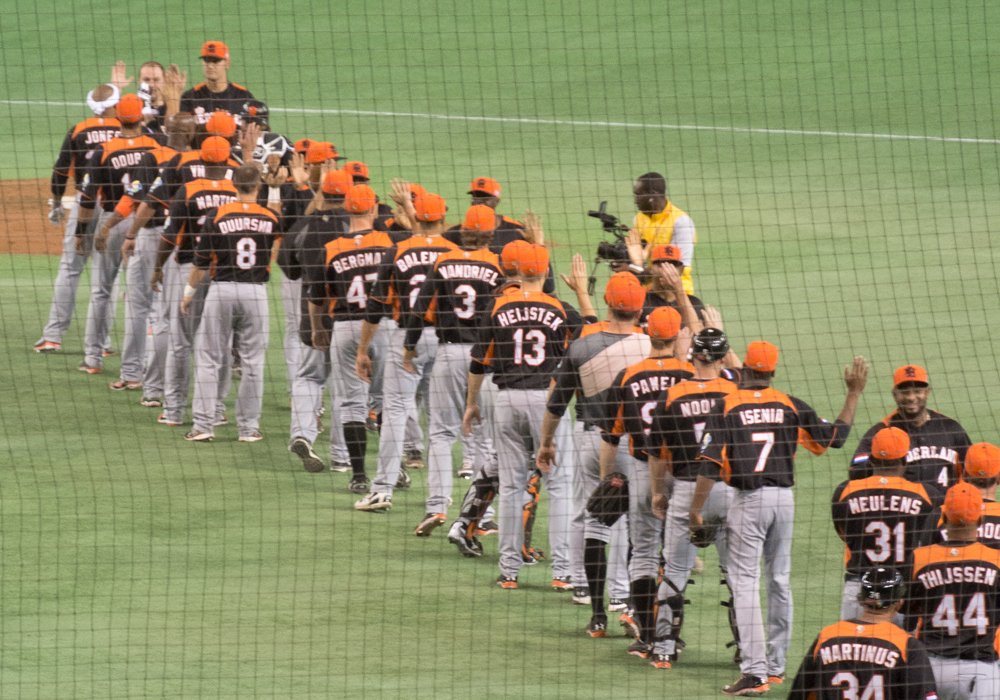
Die niederländische Baseballnationalmannschaft (2013)

Die niederländische Baseballnationalmannschaft repräsentiert die Niederlande im internationalen Baseball.

## Übersicht
Die Niederlande zählt traditionell zu den stärksten Baseballnationen Europas, seit 1956 gewann man 21 × die Baseball-Europameisterschaft und erreichte immer mindestens Platz 2. Der größte Erfolg war der Sieg der Baseball-Weltmeisterschaft 2011 gegen Kuba (2:1-Sieg im Finale), und auch im World Baseball Classic schaffte man es 2013 ins Halbfinale. Ein Grund ist das hohe Baseballinteresse auf niederländischsprachigem Überseegebiet (Sint Maarten, Curaçao und Aruba), so dass hochkarätige Spieler aus dem Major League Baseball wie z. B. Andruw Jones, Randall Simon, Kenley Jansen, Wladimir Balentien und Jair Jurrjens aus Curaçao sowie Xander Bogaerts und Sidney Ponson aus Aruba für die Niederlande spielten. Beispiele für in den Niederlanden geborene Leistungsträger sind u. a. Robert Eenhoorn, Eric de Vries, Didi Gregorius oder Rikkert Faneyte.
Im Gegensatz zu vielen anderen niederländischen Nationalteams sind die Nationaltrikots vorrangig weiß oder schwarz, die Landesfarbe Oranje ist aber meist die Sekundärfarbe, z. B. auf den meisten Baseballcaps.

## Erfolge

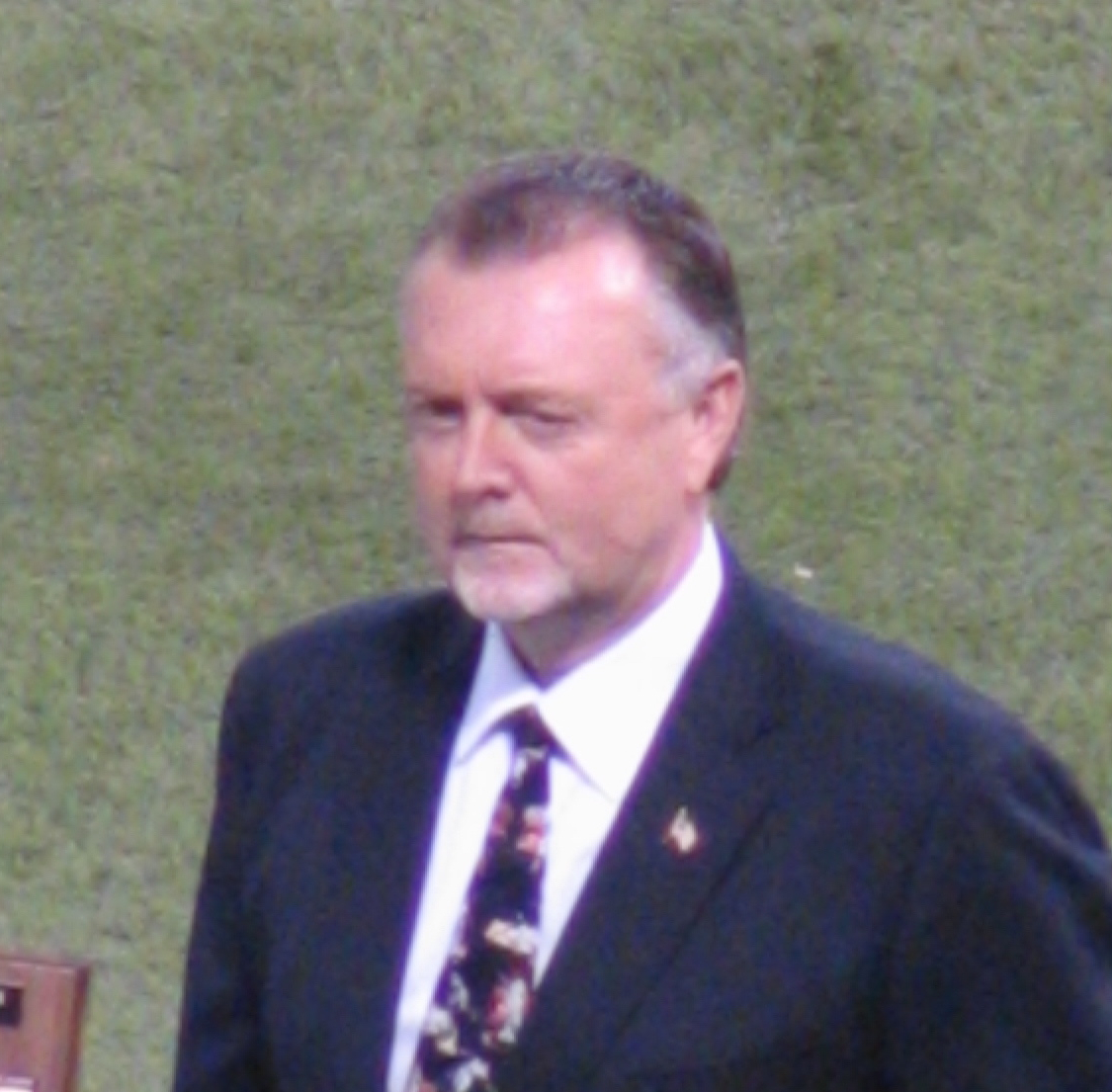
Unter Coach Bert Blyleven, dem einzigen niederländischen Spieler der Baseball Hall of Fame, erreichte die Niederlande beim World Baseball Classic 2013 mit Platz 4 eines ihrer besten Ergebnisse.

- Olympische Spiele (4 × Teilnahme): Platz 5 (1996)
- World Baseball Classic (3 ×): 1 × Platz 4 (2013)
- Baseball-Weltmeisterschaft (17 ×): Weltmeister (1 ×: 2011)
- Baseball-Europameisterschaft (30 ×): Europameister (21 ×: 1956–73, 1981, 1985–87, 1993–95, 1992–2007, 2014)